# John Ostell
John Ostell, né à Londres le 7 août 1813 - mort à Montréal le 6 avril 1892, est un architecte et homme d'affaires canadien.

## Biographie
Né à Londres, John Ostell reçoit en Angleterre une formation d'architecte et d'arpenteur. À son arrivée à Montréal vers 1834, il occupe simultanément les deux professions. En 1836, il exécutait son premier grand projet avec l'édifice des Douanes de la Place Royale de Montréal. Il réalise aussi les clochers de la Basilique Notre-Dame de Montréal.
Il épouse une montréalaise francophone Éléonore Gauvin et habite une maison située sur le côté sud de la rue Craig (aujourd'hui rue Saint-Antoine), entre les rues Saint-Pierre et McGill.

## Œuvre

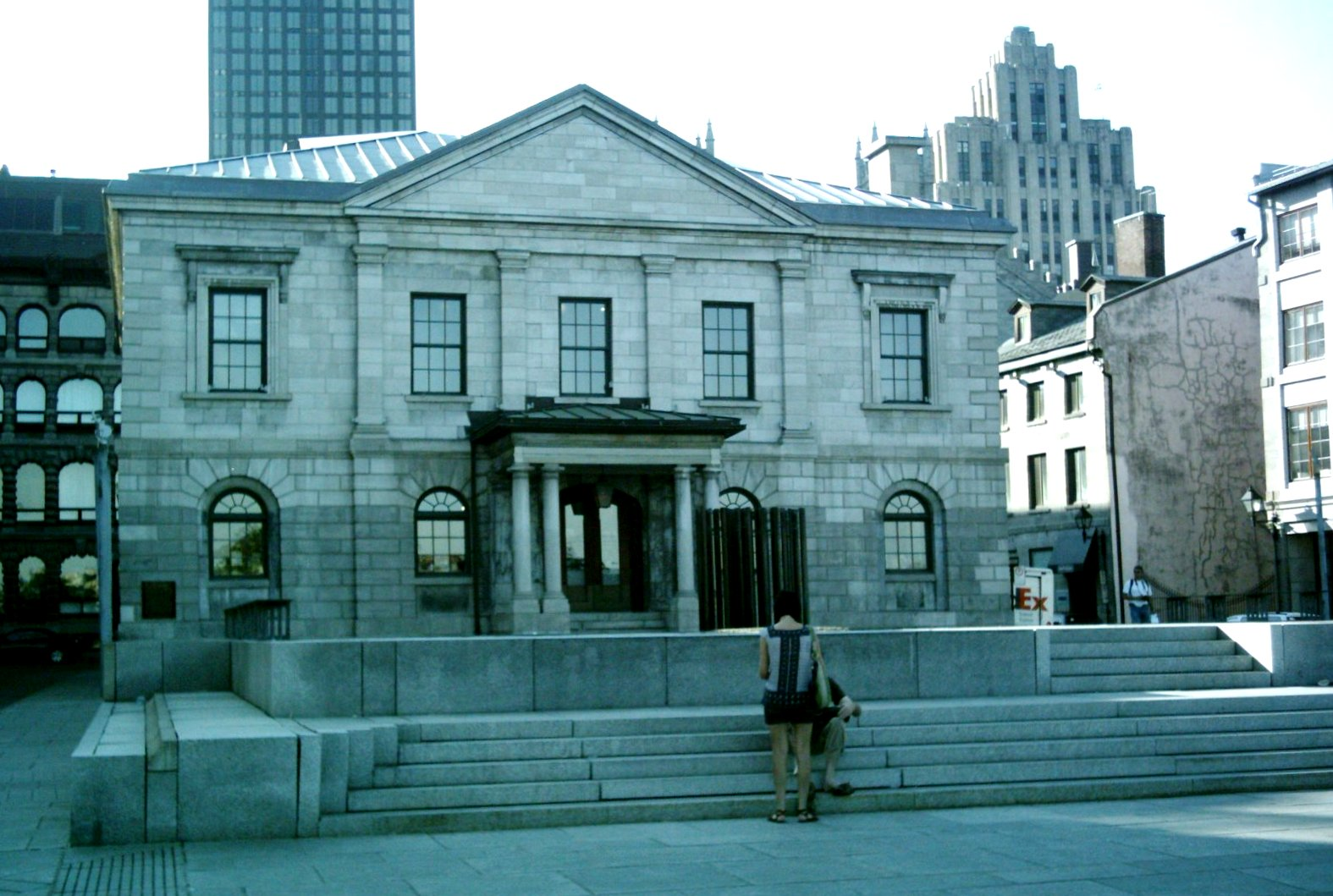
L'édifice des Douanes, que l'on nomme aujourd'hui l'Ancienne-Douane de Montréal, fut le premier grand projet de John Ostell. Intégré maintenant au musée d'archéologie et d'histoire Pointe-à-Callière

En tant qu'architecte, John Ostell a une grande renommée lui permettant d'obtenir des commandes importantes pendant les années 1850. Bien qu’il soit anglican, il exécute une bonne partie de ses ouvrages religieux pour les sulpiciens et pour Mgr Ignace Bourget.
Ses principaux travaux sont l’Édifice Lucien-Saulnier (1850-1856), l'église Notre-Dame-de-Grâce de Montréal (1851), l'église Sainte-Anne de Griffintown (1852), la réfection de la façade de l'église de la Visitation au Sault-au-Récollet, une nouvelle aile pour la prison des Patriotes, au Pied-du-Courant (1852-1854), le Grand séminaire de Montréal, rue Sherbrooke (1854-1857), le pavillon des arts McCall MacBain (1839-1843) et la McGill Normal School en 1845, pavillon de l'Université McGill. Il sera aussi, en 1852, le concepteur de l'édifice Frothingham et Workman, la plus grande quincaillerie de gros au Canada (l'actuel 147 rue Saint-Paul Ouest) et, vers la même époque, de la raffinerie de sucre de John Redpath sur les berges du canal Lachine.
Au total, de 1836 à 1856, Ostell dessina les plans de plus de deux douzaines d’édifices, ce qui faisait de lui l’architecte anglophone le plus en vue à Montréal.

## Affaires
John Ostell cessera ses activités d'architecte et d'arpenteur à la fin des années 1850 pour se consacrer au commerce. Il fonde avec John Young la Saint-Gabriel Hydraulic Company pour exploiter le surplus de pouvoir hydraulique produit à l'écluse Saint-Gabriel sur le canal Lachine. Il en sera un des principaux bénéficiaires et, en 1852, il établira une des premières manufactures de portes et fenêtres.
En plus de sa manufacture, il s'implique dans de nouvelles entreprises liées au transport, aux services publics et à la finance. Il sera membre de nombreux conseils d'administration (y compris la Compagnie du chemin de fer de Montréal et la Royal Insurance Company).
Converti au catholicisme le 24 novembre 1891, il meurt le 6 avril 1892, à l’âge de 78 ans. Il est inhumé aux côtés de sa femme au Cimetière Notre-Dame-des-Neiges.

## Sources
- Fiche de John Ostell